# یوهنیا دوهودکو
یوهنیا دوهودکو (اوکراینی: Євгенія Німченко؛ زادهٔ ۲۹ september ۱۹۹۲ (۳۲ سال)) ورزشکار روئینگ اهل اوکراین است.
وی در مسابقات کشوری و بین‌المللی در مجموع برندهٔ ۱ مدال طلا، ۱ مدال نقره، ۲ مدال برنز شده‌است.